# Estación Gómez
Estacion Gomez é uma localidade do partido de Brandsen, da Província de Buenos Aires, na Argentina. Possui uma população estimada em 335 habitantes (INDEC 2001).